# Christian Kulik
Christian Kulik (* 6. Dezember 1952 in Zabrze, Polen) ist ein ehemaliger deutscher Fußballspieler. Er spielte von 1971 bis 1981 bei Borussia Mönchengladbach, kam dabei auf 220 Spiele mit 38 Toren in der Bundesliga und gewann 1975 bis 1977 dreimal in Serie die deutsche Meisterschaft, einmal den DFB-Pokal 1973 sowie zweimal in den Jahren 1975 und 1979 den UEFA-Pokal.

## Karriere

### Bundesliga, 1971 bis 1981
Der ballgewandte Ballverteiler im Mittelfeld fand im Sommer 1971 aus der Jugend von Alemannia Aachen den Weg zum Bökelberg in die Obhut des Talenteförderers Hennes Weisweiler. Zuvor hatte er es nicht in den Kader der DFB-Jugendauswahl für das UEFA-Juniorenturnier 1971 in der Tschechoslowakei geschafft. Dort vertraten im Mai in den Gruppenspielen gegen den Veranstalter (0:0), Griechenland (2:4) und die DDR (1:3) Spieler wie Norbert Heßling, Paul Holz und Reinhard Schmitz den DFB im Mittelfeld. In der Abwehr waren Rudi Kargus, Gernot Rohr, Hartmut Huhse, Manfred Kaltz, Michael Sziedat, Hans-Dieter Seelmann, Jürgen Glowacz und Harald Konopka angetreten. Kulik absolvierte in seiner ersten Saison 1971/72 bei BMG 23 Spiele und erzielte dabei vier Tore, Gladbach belegte den dritten Rang. Vor der Runde hatte Gladbach die Spieler Peter Dietrich, Herbert Laumen und Horst Köppel verloren. Sein Debüt in der Bundesliga gab er am 2. Oktober 1971 bei dem Auswärtsspiel beim 1. FC Köln. Bei der 3:4-Niederlage wurde er in der 46. Minute für Hans-Jürgen Wloka im Mittelfeld des Titelverteidigers eingewechselt. Konkurrenten des vormaligen Aachener Jugendspielers waren im Mittelfeld bei der „Fohlen-Elf“ hochkarätige Spieler wie Günter Netzer, Herbert Wimmer, Rainer Bonhof, Dietmar Danner und Hans-Jürgen Wloka. Vierzehn Tage später – er hatte noch zwei Bundesligaspiele gegen Eintracht Frankfurt (6:2) und Borussia Dortmund (0:0) bestritten – erlebte er als noch nicht ganz 19-jähriger Aktiver am 20. Oktober 1971 den 7:1-Erfolg an der Seite von Günter Netzer und Herbert Wimmer im Europa-Cup der Meister gegen Inter Mailand, der später annulliert wurde. Das „Büchsenwurfspiel“ ging als legendäres Spiel in die Fußballgeschichte ein. Es wird als das „beste Spiel der Borussia-Vereinsgeschichte, das schönste, begnadetste, erinnerungswerteste Spiel, das eine deutsche Vereinsmannschaft jemals bestritten hat“, geschildert.
In seiner zweiten Bundesligarunde, 1972/73, absolvierte Kulik alle 34 Ligaspiele und erzielte sechs Tore. Durch den Abgang von Vorstopper Ludwig Müller zu Hertha BSC und den verletzungsbedingten Ausfall von Libero Klaus-Dieter Sieloff (nur sechs Bundesligaeinsätze) hatte die Defensive nicht mehr die Qualität der Vorjahre, und da auch Spielmacher Netzer krankheits- und verletzungsbedingt mit 18 Einsätzen und drei Toren nicht mehr die gewohnt dominierende Rolle spielte, musste sich die Weisweiler-Elf 1973 mit dem fünften Rang begnügen.
Im DFB-Pokal setzte sich die Elf aus Mönchengladbach mit Kulik dagegen durch, der insgesamt zu neun Einsätzen mit zwei Toren im Pokalwettbewerb dieses Jahres kam. Das DFB-Pokalendspiel gegen den 1. FC Köln wird als eines der „besten, spielerisch hoch stehendsten und spannendsten in der Geschichte dieses Wettbewerbs“, in der Fachliteratur festgehalten. Kulik spielte hier von Beginn an für Günter Netzer, der sich dann zur Verlängerung für den erschöpften Kulik selbst einwechselte und sich mit dem 2:1-Siegtreffer von Mönchengladbach zu Real Madrid verabschiedete.
Im Jahr der Fußballweltmeisterschaft 1974 wurde Gladbach ohne den vormaligen Spielmacher Netzer Vizemeister. Kulik hatte 25 Bundesligaspiele an der Seite von Mitspielern wie Bonhof, Stielike, Danner, Köppel und Wimmer absolviert und die Borussia hatte in 34 Spielen 93 Tore erzielt. Trainer Weisweiler hatte in der Vorschau auf die Runde erklärt: „Ein Spiel wie unter Günter Netzer wird es bei uns nicht mehr geben. Wir werden allerdings nicht schlechter, sondern nur anders spielen. Wie dieser neue Stil aussehen wird, zeigten die ersten 90 Minuten des Pokal-Endspiels. [...] Die absolute Persönlichkeit Netzer, über die alles lief, wird ersetzt durch ein Kollektiv gleichgestellter. Danner, Wimmer und Kulik, unterstützt durch Bonhof und Vogts, werden der Borussia ein neues Gepräge geben.“
Im vierten Jahr bei Mönchengladbach, im zweiten Jahr nach dem Weggang von Günter Netzer zu Real Madrid, 1974/75, gelang dem Team von Trainer Weisweiler der dritte Gewinn der deutschen Meisterschaft. Mit sechs Punkten Vorsprung vor Hertha BSC setzte sich das Borussen-Team um das Mittelfeld-Quintett mit Wimmer (29-1), Stielike (25-1), Kulik (24-6), Danner (21-3) und Lorenz-Günther Köstner (18-1) überlegen durch. Noch stärker trat aber in dieser Erfolgsrunde das Angriffstrio mit Allan Simonsen (34-18), Henning Jensen (34-13) und Jupp Heynckes (31-27) auf. Den sportlichen Höhepunkt erreichte Mönchengladbach aber im erfolgreichen Wettbewerb um den UEFA-Pokal in dieser Runde.
Hennes Weisweiler wechselte nach Barcelona und Udo Lattek übernahm die Borussia deshalb zur Saison 1975/76. Verletzungsbedingt konnte Kulik im ersten Lattek-Jahr aber lediglich vier Bundesligaspiele bestreiten. Bei der mit einem Punkt Vorsprung vor dem FC Schalke 04 geglückten Titelverteidigung 1976/77 war Kulik in 18 Spielen (1 Tor) wieder aktiv. Als dem in die Bundesliga zurückgekehrten Weisweiler 1977/78 mit dem 1. FC Köln der Meisterschaftserfolg – punktgleich vor Mönchengladbach – gelang, war Kulik wieder mit 25 Ligaeinsätzen mit sieben Treffern unbestrittener Stammspieler. Als im vierten Lattek-Jahr, 1978/79, das Leistungsvermögen der Borussia dramatisch sank und mit 32:36 Punkten und 50:53 Toren in den letzten Rundenspielen gerade noch der 10. Rang belegt werden konnte, gehörte Kulik mit 27 Ligaspielen und sieben Toren den wenigen Leistungsträgern des Teams an. Der das Teamgefüge erneuernde Einbau von Talenten hatte nach dem Verlust der Säulen Jupp Heynckes, Herbert Wimmer, Rainer Bonhof und dem langzeitverletzten Berti Vogts nicht stattgefunden.
Kulik bestritt auch noch 1979/80 und 1980/81 unter Lattek-Nachfolger Heynckes zwei weitere Bundesligarunden für Gladbach, ehe er sich im Sommer 1981 nach insgesamt 220 Bundesligaeinsätzen mit 38 Toren vom Bökelberg verabschiedete und nach Antwerpen wechselte.

### Europapokal, 1971 bis 1980
Bevor er im Jahre 1975 den ersten deutschen Meistertitel und den Sieg im UEFA-Cup gegen Twente Enschede feiern konnte, hatte er schon 1973 in den Finalspielen gegen den FC Liverpool im UEFA-Pokal mitgewirkt.
Wiederum gegen den FC Liverpool kämpfte Kulik am 25. Mai 1977 in Rom im Finale des Europa-Cups der Meister bei der 1:3-Niederlage, wie er auch 1980 im UEFA-Cup
in den Finalspielen gegen Eintracht Frankfurt im Mittelfeld der Gladbacher „Fohlen“, mittlerweile als deren Kapitän, seinen Mann stand. Dabei erzielte Kulik im Hinspiel am 7. Mai 1980 in der 88. Minute per Flugkopfball das Tor des Monats zum 3:2-Sieg gegen die „Eintracht“. Er kam insgesamt auf 66 Spiele im Europacup, in denen Kulik 13 Treffer erzielte.
Im Jahre 1973 kam er für den DFB zu drei Einsätzen in der U-23-Auswahl. Der Gladbacher Mittelfeldspieler kam am 27. März in Duisburg gegen die USA (5:1), 5. September in Essen gegen Polen (2:3) und am 21. November 1973 beim Rückspiel in Warschau gegen Polen (0:0) zu seinen drei DFB-Einsätzen. Der elegante Kombinationsspieler scheiterte in dem Bemühen, A-Nationalspieler zu werden.

### Nach Mönchengladbach: Ausklang
Nach dem Abschied vom Bökelberg setzte Kulik seine Karriere 1981/82 bei Royal Antwerpen fort. Er ließ sich dann für die SG Düren 99 reamateurisieren, verdingte sich von 1984 bis Herbst 1986 bei unterklassigen Vereinen in der Schweiz (FC Mendrisio, FC Chur) und feierte ab November 1986 gemeinsam mit seinem früheren Gladbacher Kollegen Wolfgang Kleff ein unverhofftes Comeback beim damaligen Zweitliga-Verein FSV Salmrohr (14 Spiele, ein Tor), den die beiden Routiniers aber nicht vor dem Abstieg retten konnten.